# Louis Petit de Julleville
Louis Petit de Julleville (* 18. Juli 1841 in Paris; † 25. August 1900 ebenda) war ein französischer Romanist, Mediävist und Literaturwissenschaftler.

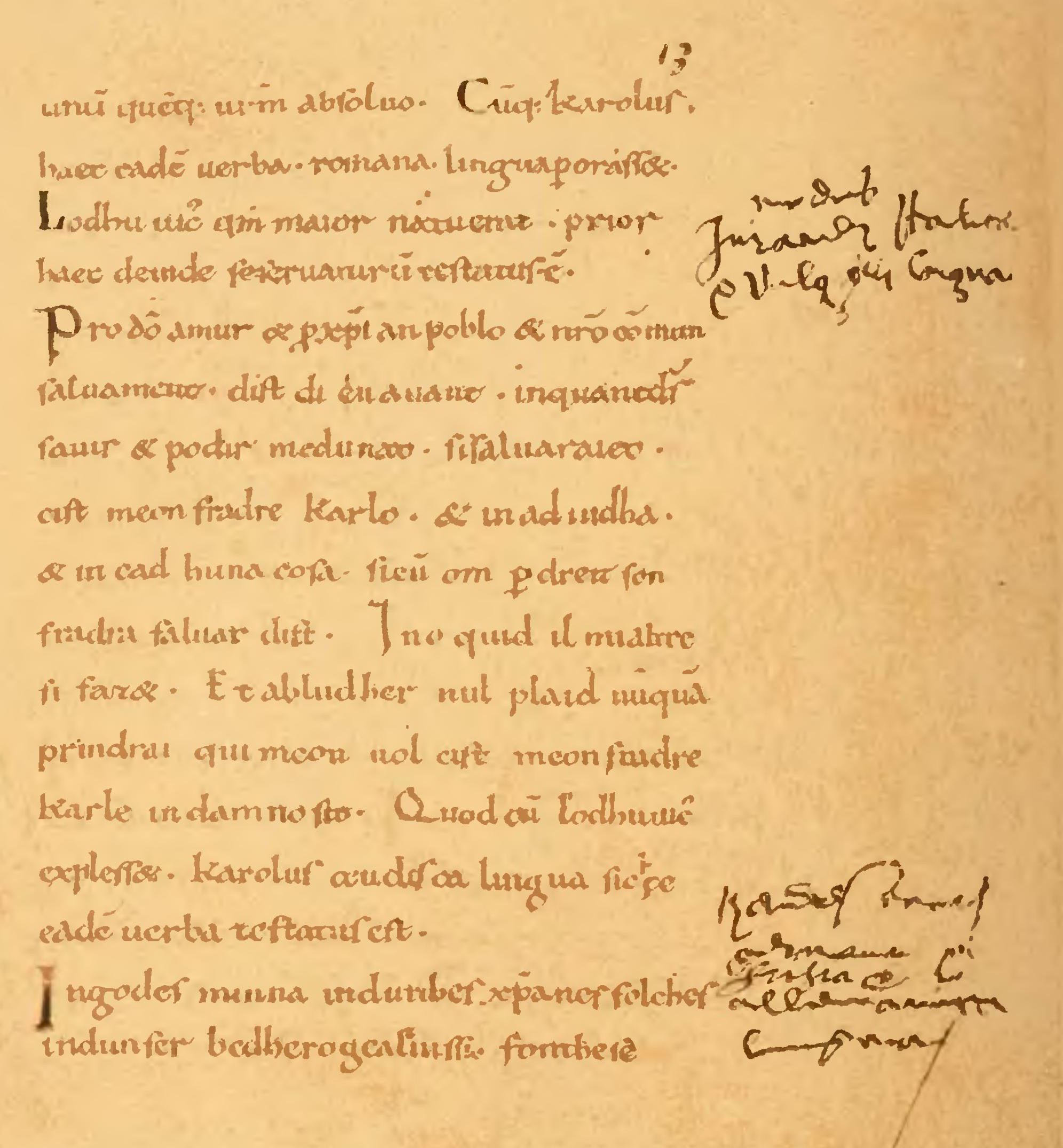
Petit de Julleville, Histoire de la langue et de la littérature française, 1 Bdn., 1896, p. 112

## Leben und Werk
Louis Augustin Julien Petit de Julleville trat 1860 in die École normale supérieure ein, bestand 1863 die Agrégation und habilitierte sich 1868 mit den beiden Thèses Quomodo Graeciam tragici poetae graeci descripserint und L’École d’Athènes au IV° siècle après Jésus-Christ. Er war Rhetorikprofessor am Collège Stanislas in Paris und Professor an den Universitäten Nancy und Dijon. 1886 wurde er an die Sorbonne auf den Lehrstuhl für die Geschichte der französischen Literatur des Mittelalters und Geschichte der französischen Sprache berufen. Sein Name verbindet sich vor allem mit der Histoire de la langue et de la littérature française des origines à 1900 in acht Bänden (Paris 1896-1899-1925, Nendeln 1975), für die Ferdinand Brunot rund 800 Seiten Sprachgeschichte beisteuerte, als Vorgriff auf seine eigene große Histoire de la langue française.
Louis Petit de Julleville war der Vater des Kardinals Pierre Petit de Julleville (1876–1947) und Schwiegervater des Historikers Jean Guiraud (1866–1953).

## Weitere Werke
- Le Discours français et la dissertation française, Paris 1868
- Histoire grecque, Paris 1875
- Histoire de la Grèce sous la domination romaine, Paris 1875
- (Hrsg. und Übersetzer) La Chanson de Roland. Traduction nouvelle rhytmée et assonancée, Paris 1878
- Histoire du théâtre en France. Les Mystères, 2 Bde., Paris 1880; La Comédie et les mœurs en France au Moyen-Age, Paris 1881, 1886, 1897; Les comédiens en France au Moyen-Age, Paris 1885; Répertoire du théâtre comique en France au Moyen-Age, Paris 1886; Nachdruck in 5 Bdn., Genf 1967
- Notions générales sur les origines et sur l’histoire de la langue française, Paris 1883
- Histoire littéraire. Leçons de littérature française, 2 Bde., Paris 1884/1885, u.d.T. Histoire de la littérature française, Paris 1920
- Le théâtre en France. Histoire de la littérature dramatique depuis ses origines jusqu’à nos jours, Paris 1889, 1892, 1897, 1939
- La vénérable Jeanne d’Arc, Paris 1900; La bienheureuse Jeanne d’Arc, 1919; Sainte Jeanne d’Arc, 19. Auflage 1928